# Melcões
Melcões is een plaats (freguesia) in de Portugese gemeente Lamego en telt 126 inwoners (2001).